# Филиппс, Воган, 2-й барон Милфорд
Воган Филиппс, 2-й барон Милфорд (англ. Wogan Philipps, 2nd Baron Milford; 25 февраля 1902 — 30 ноября 1993) — британский политик; единственный член Коммунистической партии Великобритании, заседавший в палате лордов.

## Биография

### Довоенные годы
Родился 25 февраля 1902 года. Старший сын Лоуренса Филиппса, 1-го барона Милфорда. В молодости Филиппс мечтал стать художником и открыл свою студию в Париже, но не добился успеха. Возмущённый своей неудачей, он подался в Корпус медицинской помощи Испании в годы гражданской войны в Испании и ушёл воевать на стороне республиканцев, работая водителем машины скорой помощи. В одном из боёв Филиппс получил ранение и вернулся на родину, а его место после недолгого разговора согласилась занять Нэн Грин (англ. Nan Green), член Фабианского общества, в обмен на оплату Филиппсом обучения её детей.
После возвращения домой Воган Филиппс вступил в Коммунистическую партию Великобритании, за что отец лишил его наследства. В годы Второй мировой войны Филиппс безуспешно пытался поступить на военно-морскую службу: его признали негодным по состоянию здоровья.

### После войны
В 1946 году Филиппс был избран советником в городской окружной совет Сайренсестера, но вскоре потерял свой пост. В 1950 году он как член Коммунистической партии Великобритании пытался пройти в палату общин от округа Сайрентестер и Тьюксбери, но получил всего 432 голоса. Во время предвыборной кампании его противники, которых Филиппс определял как «фашистов», устроили акцию неповиновения, закидав его автомобиль гнилыми продуктами. В 1959 году он снова потерпел поражение на выборах в сельский совет, после чего уехал учиться в СССР со своей третьей супругой.
В 1962 году Филиппс всё-таки унаследовал титул барона от отца и после уговоров генсека Коммунистической партии Гарри Поллита согласился отправиться в палату лордов и стать её членом как 2-й барон Милфорд. По иронии судьбы, заседавший в палате лордов Филиппс стал последним на текущий момент представителем Коммунистической партии Великобритании в британском парламенте. Несмотря на согласие сохранить баронский титул и своё пэрство, в своей первой речи Филиппс призвал отменить подобный институт.
Филиппс скончался 30 ноября 1993 года.

### Семья
В 1928 году женился на писательнице Розамонд Леманн (в браке родились сын Хьюго, ставший 3-м бароном Милфорд, и дочь Сара). В конце 1930-х годов Леманн ушла к поэту Сесилу Дэй-Льюису, но не могла развестись с Филиппсом до 1944 года.
Вторым браком сочетался с Кристиной Казати, виконтессой Гастингс, дочерью Луизы Казати, и ранее состоявшей в браке с Фрэнсисом Гастингсом, 16-м графом Хантингдоном. У семьи не было детей. Филиппс и Казати владели фермой в Глостершире. Казати умерла в 1953 году.
Третьим браком Филиппс в 1960 году сочетался с Тамарой Кравец, вдовой редактора газеты Daily Worker Уильяма Раста. Пара жила в Хампстеде вплоть до кончины Филиппса.